# Melinda chamaensis
Melinda chamaensis este o specie de muște din genul Melinda, familia Calliphoridae, descrisă de Singh și Sidhu în anul 2007. Conform Catalogue of Life specia Melinda chamaensis nu are subspecii cunoscute.